# Шестаков, Олег Владимирович
Олег Владимирович Шестаков (род. 1976) — математик, доктор физико-математических наук, профессор кафедры математической статистики факультета ВМК МГУ. Профессор РАН (2022).

## Биография
Окончил московский технический лицей № 1 (1994), факультет вычислительной математики и кибернетики МГУ (1999). Обучался в аспирантуре факультета ВМК (1999—2002).
Защитил диссертацию «Томографические методы анализа стохастических полей» (научный руководитель В. Г. Ушаков) на степень кандидата физико-математических наук (2002).
Защитил диссертацию «Вероятностно-статистические методы анализа и обработки сигналов при обращении интегральных преобразований радоновского типа» на степень доктора физико-математических наук (2013).
В Московском университете работает с 2002 года в должностях: ассистента (2002—2009), старшего преподавателя (2009—2010), доцента (2010—2018), профессора (с 2018) на кафедре математической статистики факультета ВМК.
Лауреат конкурса молодых учёных МГУ (2004, 2005, 2007, 2008).
Область научных интересов: применение теории вероятностей в задачах реконструктивной томографии, вейвлет-анализ сигналов и изображений.
Основные научные достижения связаны с развитием теории стохастической томографии и вейвлет-анализа. Получены новые pезультаты по проблеме восстановления вероятностных характеристик случайных функций по характеристикам проекций. Получены некоторые оценки точности реконструкции томографических изображений при использовании конечного числа проекций. Доказаны новые предельные теоремы для оценок среднеквадратичной погрешности при использовании вейвлет-разложения для обращения линейных однородных операторов и преобразования Радона..
Автор 8-и книг и более 80 научных статей.
Лауреат премии имени И. И. Шувалова I степени (2016). Обладатель почётного учёного звания профессора РАН (избран по Отделению нанотехнологий и информационных технологий РАН, 2022).